# Галловейська порода

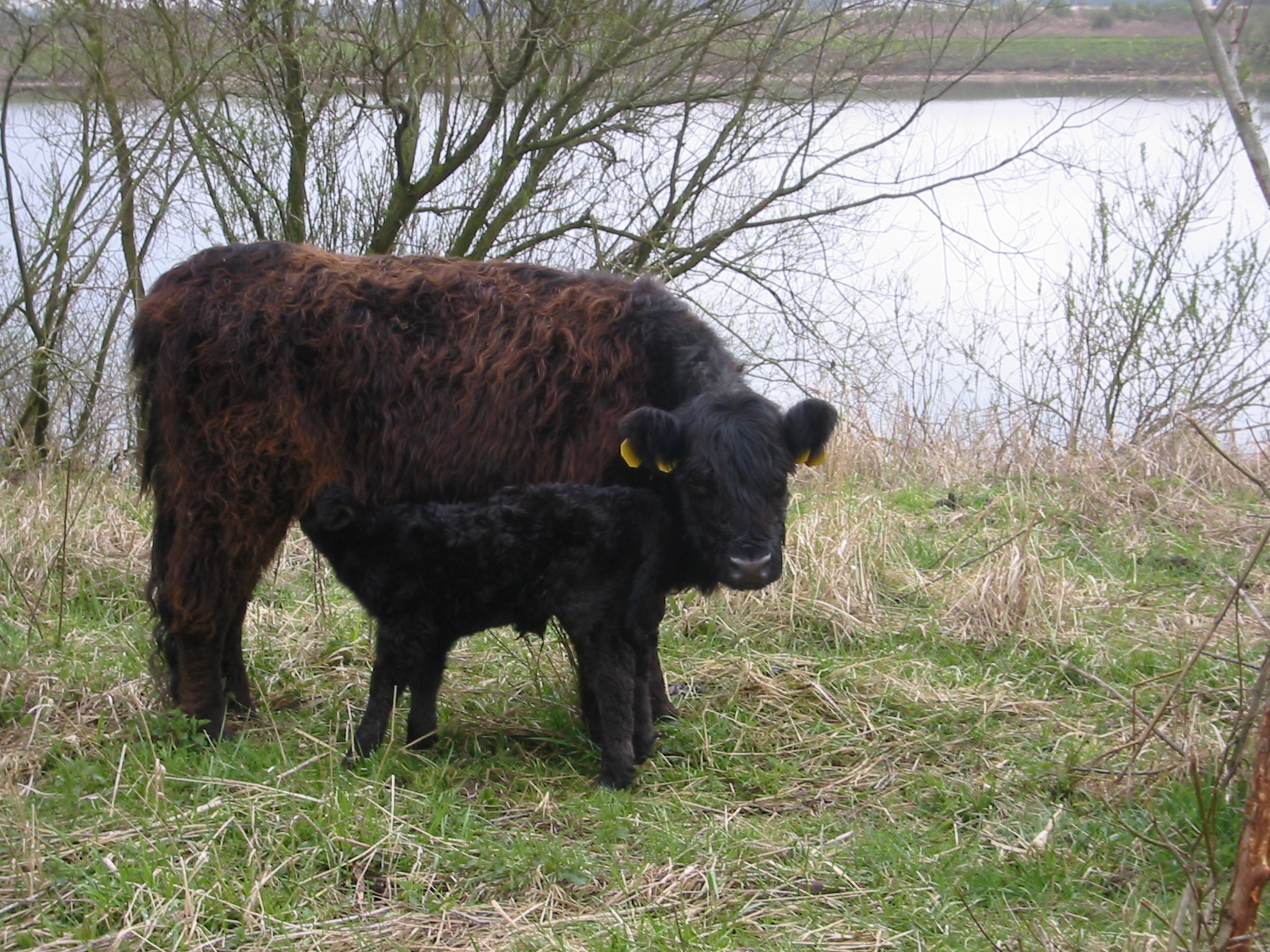
Корова галловейської породи з телям.

Галловейська порода — порода великої рогатої худоби м'ясного напряму. Виведена у Шотландії, у районі Галловей (звідси назва). Худоба безрога, переважно чорної масті, трапляються темно-бурі і сіро-жовті, з широким білим «паском» від задніх кутів лопаток до попереку. Тілобудова пропорційна. Мускулатура багата. Маса биків сягає 600–700 кг, корів 400–450 кг. Вихід м'яса становить 65-70%. М'ясо рівномірно прошарено жиром, має добрі смакові характеристики. Молочна продуктивність становить близько 1500 кг. Наприкінці 19 століття галловейську породу почали вивозити у Канаду і США. У СРСР породу завозили у невеликій кількості з 1963 року з метою дослідження можливості використання для схрещення з іншими породами.
За даними І.Черкащенка в СРСР із загального поголів'я породної м'ясної великої рогатої худоби на частку галловейської породи припадало 0,3%.